# Серебряный-Оболенский, Василий Семёнович
Васи́лий Семёнович Сере́бряный-Оболенский († 1570) — князь из рода Оболенских, русский военный и государственный деятель, наместник и воевода, «дворецкий Углицкий», боярин.
Сын князя Семёна Дмитриевича Серебряного-Оболенского, брат князя Петра Семёновича Серебряного-Оболенского из рода князей Серебряные-Оболенские.

## Биография
В 1537 году сын боярский, от имени малолетнего великого князя Ивана Васильевича и правительницы Елены Глинской ездил к князю Андрею Ивановичу Старицкому с приказом ехать в Москву. Второй воевода в Серпухове (1538). В 1541 году участвовал в отражении набега на Москву крымского хана Саип-Гирея и преследовал хана до Дона, спасает Пронск от осады (август 1541). Воевода у Николы Зарайского (1544).

### Казанские походы
Весной 1545 года, когда царь Иван Грозный объявил поход на Казань, был среди воевод, которые отправлены «легким делом в струзех». Прошёл из Вятки по рекам Каме и Вятке и соединился с остальной армией на впадении реки Казанки в Волгу. Общими силами воеводы побили казанцев и погромили ханские кабаки, после чего возвратились в Москву.

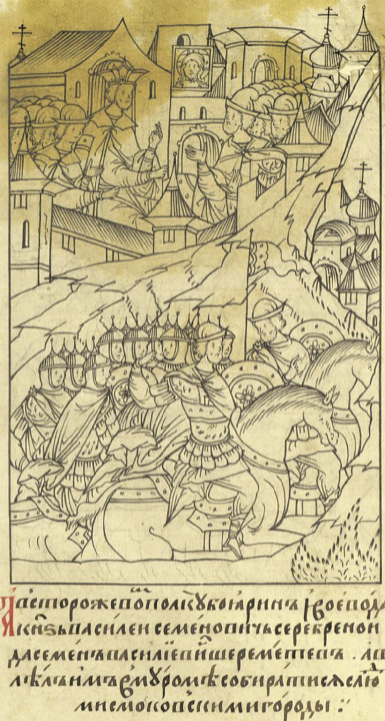
Иван IV Грозный посылает Василия Семёновича Серебряного и Семёна Васильевича Шереметьева в Муром

В 1549 году получил титул «дворецкого Углицкого» и назначен воеводой правой руки во втором зимнем походе на Казань. Пожалован в бояре (1550). На свадьбе князя Владимира Андреевича с Евдокией Александровной Нагой, в числе бояр, сидел "в кривом столе" (31 мая 1550).  Второй воевода правой руки в Костроме, потом на Коломне 1-й воевода того же полка (1550). В Казанском походе 1552 года  воевода сторожевого полка, который должен был собираться в Муроме и идти на Свияжск. В дальнейшем 1-й воевода сторожевого полка. В товарищи к князю был назначен Семён Шереметев. 23 августа сторожевой полк подошел к Казани и расположился на левом берегу реки Булак. Руководил осадными работами по поиску и разрушению тайного хода, используемого осажденными для обеспечения гарнизона водой. 4 сентября работы были закончены и ход взорван. В результате взрыва обрушилась часть городской стены и князь Василий Семёнович попытался воспользоваться этим. Сторожевой полк ворвался в город, но из-за своей малочисленности вынужден был отступить. При взятии Казани был у Муравлеевых ворот. После взятия города назначен в товарищи к князю Александру Горбатому-Шуйскому, который стал наместником Казани. Наместник в Смоленске (июнь-октябрь 1554). В походе Государя против крымского хана состоял при нём дворовым воеводою (июль 1556).

### Ливонская война

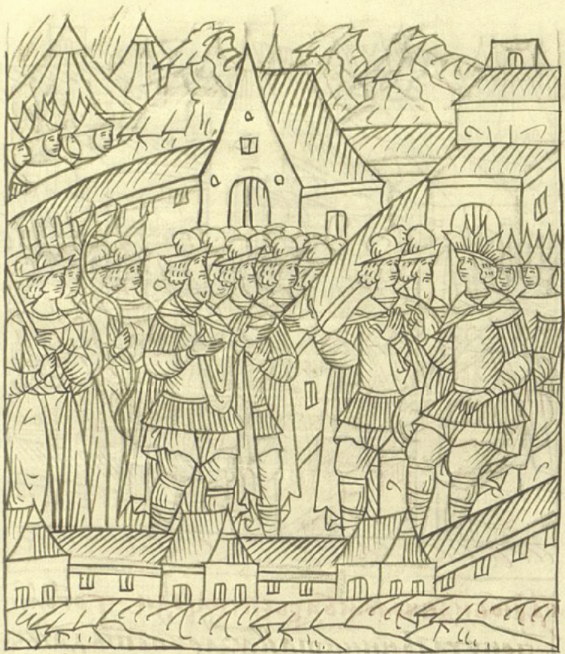
Иван Грозный назначает Александра Борисовича Горбатого-Шуйского и Василия Семёновича Серебряного-Оболенского

В 1556 году второй воевода в Свияжске (после Семена Ивановича Микулинского-Пупкова — 1551). В Ливонском походе с царём Шиг-Алеем первый воевода правой руки, послан с другими воеводами к Риге (декабрь 1557). В начале 1558 года назначен воеводой правой руки в походе к Юрьеву и Алысту. В сражении под Юрьевым войска воеводы разбили ливонцев и преследовали до города. Послан на помощь к князю Петру Шуйскому (июнь 1558). Воеводы должны были идти к «Ноугородку немецкому», Костру и Юрьеву «и промышляти сколько милосердный Бог поможет». После короткой осады Юрьев сдался, а русская рать разгромила всю землю от Пскова до Рижского залива.
Послан воеводой в Ливонию на смену князей Дмитрия Курлятева и Михаила Репнина (декабрь 1558). 17 января 1559 года войска воеводы под Тирзеном встретились с войсками барона Фридриха Фелькерзама. В результате битвы под Тирзеном войска барона были разбиты, сам барон и около 400 человек было убито, а остальные ливонские солдаты были взяты в плен или разбежались. В этом же году воевода взял Мариенбург.
Полковой воевода в Холму, на случай вторжения ливонцев к Смоленску (1562).
В 1563 году назначен одним из трех воевод в Полоцк, где ведал "великими воротами". В 1564 году царь велел князю Петру Шуйскому идти на литовцев из Полоцка. Князь Василий Семёнович и его брат князь Пётр Семёнович должны были выдвинуться из Вязьмы и соединиться под Оршей. Из-за своей неосмотрительности князь Шуйский был разбит под Чашниками. Узнав о поражении, князья Серебряные отошли к Смоленску. Помогли полоцкому воеводе князю Петру Щенятеву отразить нападение на город Николая Радзивилла, а затем взяли Озерище (осень 1564).
Во время военных действий воевода в разных полках (1564-1567), а в мирное время стоял с полком в Пскове и Коломне. Принуждён дать поручную запись за себя и сына Бориса, что он и его сын не выедут из России и будут верно служить Государю и его семейству (1565). В 1566 году подписался под письмом послам Стефана Батория об отказе от перемирия.
Из дальнейшей судьбы князя известно только то, что умер он своей смертью († 1570).

## Семья
Сын — князь Серебряный-Оболенский Борис Васильевич.

## Память
Стал одним из исторических прототипов главного героя романа А. К. Толстого «Князь Серебряный» (1863) — Никиты Романовича Серебряного — который, однако, по возрасту годится ему в сыновья. Композитор Г. А. Казаченко сочинил одноименную оперу.